# Henry Onyekuru
Henry Chukwuemeka Onyekuru (Onitsha, 5 juni 1997) is een Nigeriaans voetballer die doorgaans als vleugelspeler speelt. Onyekuru debuteerde in 2017 in het Nigeriaans voetbalelftal.

## Clubcarrière
Onyekuru werd opgeleid in de Aspire Senegal Academy. In 2015 trok hij naar KAS Eupen. Op 5 september 2015 debuteerde hij op achttienjarige leeftijd in tweede klasse tegen Dessel Sport. Op 13 februari 2016 volgde zijn eerste competitietreffer tegen KSK Heist. In totaal maakte de Nigeriaan zes doelpunten in negentien competitiewedstrijden. Daarmee had hij een aandeel in de promotie van de club. Op 30 juli 2016 debuteerde hij in de Jupiler Pro League tegen Zulte Waregem. Op 13 augustus 2016 maakte Onyekuru zijn eerste doelpunt in Eerste klasse A tegen KVC Westerlo. Zijn eerste seizoen op het hoogste niveau werd meteen een schot in de roos: hij scoorde 22 competitiedoelpunten. Daarmee eindigde hij samen met Łukasz Teodorczyk eerste in de topschuttersstand, maar doordat de Pool meer doelpunten op verplaatsing scoorde werd hij en niet Onyekuru uitgeroepen tot topschutter van het seizoen 2016/17.
Onyekuru liet de gemiste topschutterstitel echter niet aan zijn hart komen, want dankzij zijn 22 doelpunten kon hij rekenen op heel wat buitenlandse interesse. Op 30 juni 2017 haalde Everton FC de Nigeriaanse spits binnen voor 8 miljoen euro. Doordat hij niet meteen een werkvergunning wist te versieren in Engeland, leende de club hem meteen voor twee seizoenen uit aan RSC Anderlecht. Bij de toenmalige landskampioen speelde hij een verdienstelijke eerste seizoenshelft: in 28 wedstrijden scoorde hij 10 keer. Op 22 december 2017 scheurde Onyekuru, op dat moment clubtopschutter in de Jupiler Pro League met 9 doelpunten, zijn mediale band in zijn knie in het competitieduel tegen KAS Eupen. Onyekuru hervatte in april 2018 de trainingen en op 24 april 2018 maakte hij zijn wederoptreden bij de beloften van Anderlecht tegen KSC Lokeren. Voor het eerste elftal van Anderlecht kwam hij echter niet meer in actie: de relatie met trainer Hein Vanhaezebrouck verzuurde, volgens Onyekuru "wegens onvoldoende vertrouwen". De samenwerking met Anderlecht, die normaal gezien twee seizoenen zou duren, werd na één seizoen al stopgezet.
In de zomer van 2018 had Onyekuru nog steeds niet voldoende interlands gespeeld om in aanmerking te komen voor een werkvergunning in Engeland. De Nigeriaan werd gelinkt aan Beşiktaş JK en Borussia Mönchengladbach, maar op 12 juli 2018 raakte bekend dat Onyekuru werd uitgeleend aan Galatasaray SK.
Hij tekende in augustus 2019 bij AS Monaco, dat hem overnam van Everton. Zowel in 2020 als 2021 werd hij verhuurd aan Galatasaray.

## Clubstatistieken
| Seizoen         | Club              | Competitie       | Competitie | Competitie | Beker | Beker | Continentaal | Continentaal | Totaal | Totaal |
| Seizoen         | Club              | Competitie       | Wed.       | Dlp.       | Wed.  | Dlp.  | Wed.         | Dlp.         | Wed.   | Dlp.   |
| --------------- | ----------------- | ---------------- | ---------- | ---------- | ----- | ----- | ------------ | ------------ | ------ | ------ |
| 2015/16         | KAS Eupen         | Tweede klasse    | 19         | 6          | 0     | 0     | —            | —            | 19     | 6      |
| 2016/17         | KAS Eupen         | Eerste klasse    | 38         | 22         | 3     | 2     | —            | —            | 41     | 24     |
| 2017/18         | Everton           | Premier League   | 0          | 0          | 0     | 0     | 0            | 0            | 0      | 0      |
| 2017/18         | → Anderlecht      | Eerste klasse    | 19         | 9          | 3     | 1     | 6            | 0            | 28     | 10     |
| 2018/19         | → Galatasaray     | Süper Lig        | 31         | 14         | 6     | 2     | 7            | 0            | 44     | 16     |
| 2019/20         | AS Monaco         | Ligue 1          | 2          | 0          | 0     | 0     | —            | —            | 2      | 0      |
| 2020/21         | → Galatasaray     | Süper Lig        | 14         | 5          | 1     | 0     | 7            | 0            | 22     | 5      |
| 2020/21         | AS Monaco         | Ligue 1          | 4          | 0          | 0     | 0     | —            | —            | 4      | 0      |
| 2021/22         | Olympiakos        | Super League     | 14         | 0          | 3     | 0     | 10           | 1            | 27     | 1      |
| 2022/23         | → Adana Demirspor | Süper Lig        | 28         | 8          | 2     | 0     | —            | —            | 30     | 8      |
| 2023/24         | Al-Fayha          | Saudi Pro League | 27         | 10         | 1     | 0     | 6            | 1            | 34     | 11     |
| 2024/25         | Al-Fayha          | Saudi Pro League | 4          | 0          | 0     | 0     | —            | —            | 4      | 0      |
| Carrière totaal | Carrière totaal   | Carrière totaal  | 200        | 74         | 19    | 5     | 36           | 2            | 255    | 81     |

Bijgewerkt tot en met het seizoen 2024/25.

## Erelijst
| Nationaal            |    |      |
| Belofte van het Jaar | 1x | 2017 |